# Erocha
Erocha là một chi bướm đêm thuộc họ Noctuidae.

## Loài
- Erocha affinis Draudt, 1919
- Erocha albifrea Schaus, 1914
- Erocha dipsas Schaus, 1914
- Erocha dolens Druce, 1904
- Erocha elaina Zerny, 1916
- Erocha irrorata Jones, 1915
- Erocha leucodisca Hampson, 1910
- Erocha leucotelus Walker, 1865
- Erocha mummia Cramer, [1779]
- Erocha picta Draudt, 1919
- Erocha semiviridis Druce, 1903
- Erocha trita Druce, 1910